# アトミック・ソルジャー

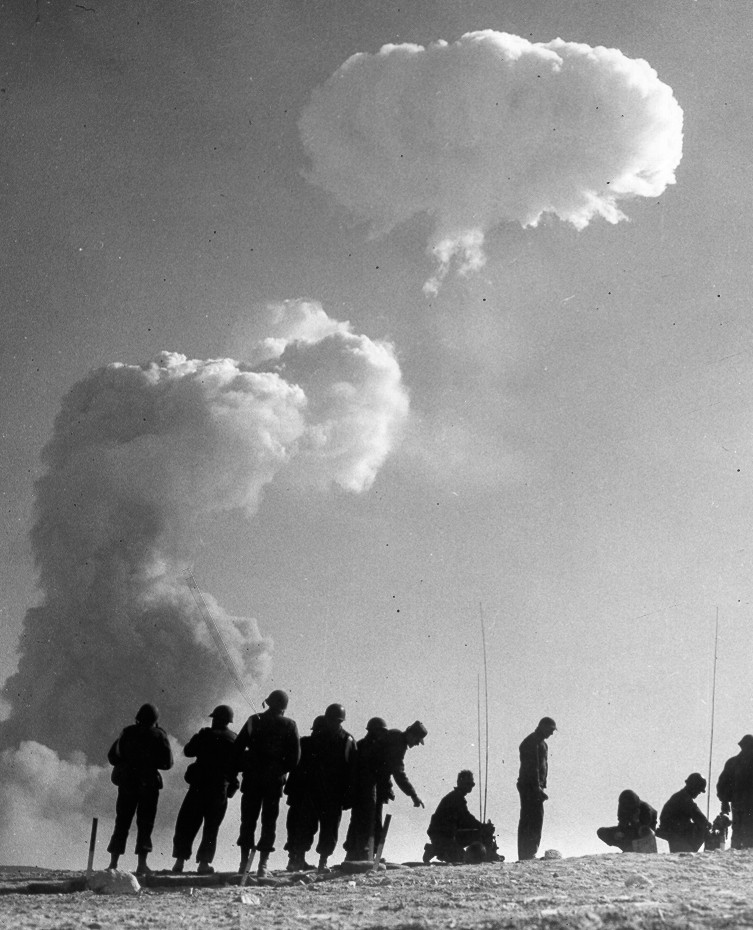
アップショット・ノットホール作戦に参加する兵士たち

アトミックソルジャー（Atomic Soldier）とは、1945年～1960年代にかけて核実験演習に参加し、キノコ雲への突撃行為等によって放射線に被爆した兵士たちのこと。

## アメリカ合衆国のアトミック・ソルジャー
約25万人いたとされる。参加者は、実験に参加したことや放射線を浴びたことを口外することが禁じられた。兵士たちには線量を測るフィルムバッジが付けられたが、被爆したアルファ線のみが測定された。また、兵士たちは事前に筆記テストを通じて、放射線の影響は取るに足らないものであると学習させられていた。
- ネバダ核実験場 :デザートロック演習（英語版）（バスター・ジャングル作戦、タンブラー・スナッパー作戦、アップショット・ノットホール作戦、ティーポット作戦、プラムボブ作戦）

太平洋核実験場のエニウェトク島での水爆実験では、まとまった人数の兵士たちが動員されていた。水爆実験は年に数回、明け方に行われたが、兵士たちは整列した上で爆発に背を向け目を覆って立ち会わされた。
アメリカ政府は放射線影響による被曝被害について隠蔽してきたが、1988年、アメリカ政府は、退役軍人や付近住民の被害訴えを無視できなくなり、被曝と病症の可能性を認めた。18種のガンと補償の関係チャートを作成し、因果関係に触れないまま相関性は受け入れた。因果関係と補償を求める退役軍人の運動は2020年現在続いている。

## 世界各国のアトミック・ソルジャー
アメリカ合衆国のみならず、旧ソビエト連邦、中華人民共和国、イギリス、フランスにおいても、残留放射能の残る核実験場で軍事演習や除染作業を行い、多数の兵士を被爆させて医学的データ等を採取した過去がある。
旧ソビエトでは1954年9月14日に南ウラル・チカロフスク州のトツコエで4万5千もの兵を動員した演習（Totskoye nuclear test）も行われている。この実験は核爆発直後に敵味方役に分かれた兵士たちが戦闘演習を行い、実戦で戦闘が可能かを確かめるために行われた。この実験では多くの兵士が放射線障害の症状を訴えたとされるが、兵たちは秘密厳守を誓わされたうえ、記録が廃棄されたため実態は不明となっている。
- ソビエト連邦:トツキー軍事演習（英語版）(トツコエ)[7]